# 普拉巴斯
普拉巴斯（英語：Prabhas，1979年10月23日—），印度男演員，主要演出泰卢固语電影。
普拉巴斯至今最成功及最為人所知的電影是史诗历史片《帝國戰神：巴霍巴利王》（2015年）及《巴霍巴利王：磅礴終章》（2017年），飾演巴霍巴利國王。

## 外部連結
- 普拉巴斯在互联网电影资料库（IMDb）上的資料（英文）